# Новокавказький (Александровский район)
Новокавказький (рос. Новокавказский) — селище у Александровському районі Ставропольського краю Російської Федерації.
Муніципальне утворення — Александровський муніципальний округ. Населення становить 1535 осіб.

## Історія
Згідно із законом від 4 жовтня 2004 року № 88-КЗ у 2004—2020 роках муніципальним утворенням була Новокавказька сільрада.

## Населення
| 1989 | 2002  | 2010  |
| ---- | ----- | ----- |
| 1252 | ↗1432 | ↗1535 |